# 祥丰街站
祥丰街站是昆明地铁4号线的地铁车站，位于中华人民共和国云南省昆明市呈贡区古滇路与祥丰街交叉口南侧，于2020年9月23日开通。

## 车站结构
祥丰街站位于古滇路与祥丰街交叉口南侧，沿古滇路设置，呈南北走向，为地下两层岛式站台车站，车站地下一层为站厅层，地下二层为站台层，站台设置全高站台门。
| 地面              | 出入口 | A、B、C、D出入口                                                                                                |
| 地下一层          | 站厅   | 客服中心、自动售票机、验票机                                                                                    |
| 地下二层          | 站台   | \| \| \| █ 4号线往金川路（可乐村） \| \| 島式 · 開左邊车门 \| \| \| \| \| \| █ 4号线往昆明南火车站（牛头山） \| |
|                   |        | █ 4号线往金川路（可乐村）                                                                                       |
| 島式 · 開左邊车门 |        | |
|                   |        | █ 4号线往昆明南火车站（牛头山）                                                                                 |

## 出入口
祥丰街站共有4个出入口，各出口及周围设施如下所示：
| 编号                  | 地点   | 建议前往的目的地                                             | 照片 |
| --------------------- | ------ | ------------------------------------------------------------ | ---- |
| 出口 · A              | 都林街 | 星泉湾、星都湾、奥宸·中央广场                                |      |
| 出口 · B · 升降机标志 | 都林街 | 星博湾、星瑰湾、星虹湾、星辰公园                             |      |
| 出口 · C              | 古滇路 | 中华小学、云南省呈贡体育训练基地                             |      |
| 出口 · D              | 古滇路 | 昆明市三中滇池星城校区、云南省体育工作大队、呈钢小区、大方居 |      |
| 註： 設有             |        |                                                              |      |

## 接驳交通

### 公交车
- 祥丰街地铁站A口：227路

## 车站历史
本站建设时期工程名为赛马场西站，开通前确定以祥丰街站作为车站正式名称。
- 2017年1月20日，车站主体结构封顶[2]。
- 2020年9月23日，车站随4号线通车开通[1]。